# Barnhill (Ohio)

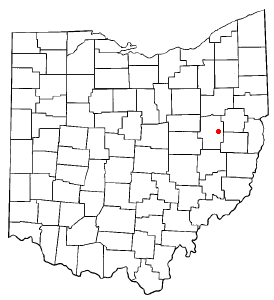
Barnhill na planie stanu Ohio

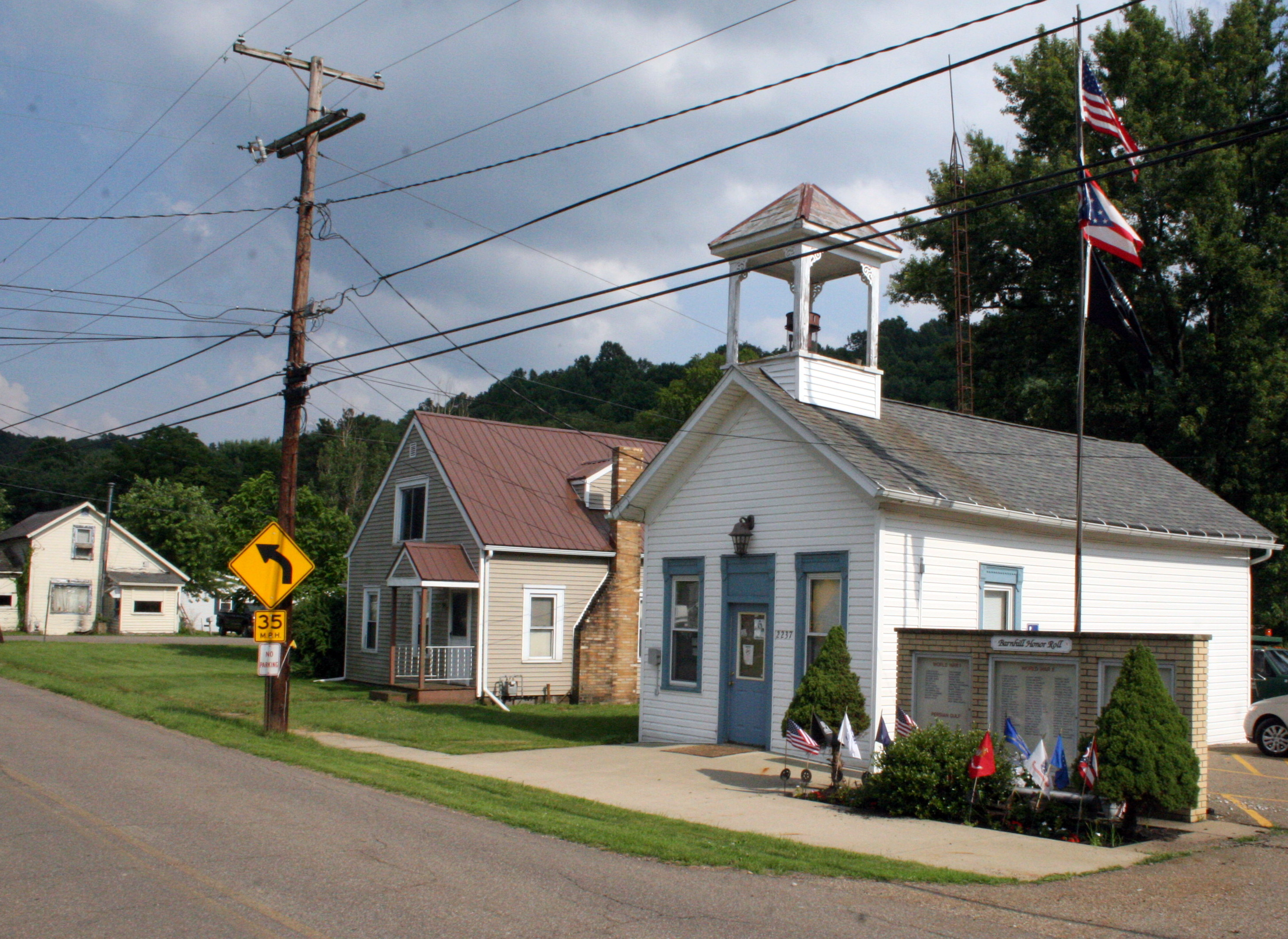
Miejscowość Barnhill

Barnhill – wieś w USA, w stanie Ohio, w hrabstwie Tuscarawas.
W roku 2010, 27,5% mieszkańców było w wieku poniżej 18 lat, 6,6% było w wieku od 18 do 24 lat, 28,3% w wieku od 25 do 44 lat, 25,6% w wieku od 45 do 64 lat, 12,1% było w wieku 65 lat lub starszych. We wsi było 50,3% mężczyzn i 49,7% kobiet.
Liczba mieszkańców w 2010 roku wynosiła 396, a w 2012 wynosiła 392.